# İlham Əliyev
İlham Heydər oğlu Əliyev (AFI: [ilˈhɑm hejˈdæɾ oɣˈlu æˈlijev]; spesso trascritto come Ilham Aliyev; Baku, 24 dicembre 1961) è un politico e militare azero.
È l'attuale presidente dell'Azerbaigian dal 31 ottobre 2003, figlio e successore del precedente presidente Heydər Əliyev (1993-2003). Ha vinto cinque volte le elezioni presidenziali (2003, 2008, 2013, 2018 e 2024).
Secondo un gran numero di osservatori internazionali, la presidenza di İlham Əliyev è stata segnata dalla stabilizzazione della vita politica del paese, una conseguenza dell'autoritarismo e della repressione delle libertà politiche e civili della popolazione azera, ed anche per questo è considerato un dittatore da una considerevole parte della popolazione.

## Biografia
İlham Əliyev è nato il 24 dicembre 1961 a Baku, figlio del terzo presidente dell'Azerbaigian Heydər Əliyev, in precedenza leader di partito per l'Azerbaigian (allora Repubblica Socialista Sovietica Azera) all'interno del Politburo, e della dottoressa (oftalmologa) ed accademica Zərifə Əliyeva. Si è unito in matrimonio con Mehriban Əliyeva dalla quale ha avuto tre figli: Leyla, Arzu ed Heydər. Ha anche una sorella maggiore di nome Sevil Əliyeva.
Nel 1977 si è diplomato dalla scuola secondaria di Baku numero 6. Dopo aver completato gli studi a Baku, İlham si trasferì all'Istituto per le Relazioni Internazionali di Mosca (MGIMO), ricevendo il diploma universitario in storia, nel 1982 viene iscritto al dottorato di ricerca presso MGIMO e poi sostenendo la sua tesi per il grado di candidato di scienze storiche lui stesso rimane come insegnante al MGIMO. A quel tempo suo padre era già il primo segretario del Comitato Centrale del Partito Comunista dell'Azerbaigian.
Dopo il collasso dell'Unione Sovietica nel 1991, İlham operò come uomo d'affari a Mosca ed Istanbul dal 1991 al 1994. Nel maggio 1994, İlham Əliyev venne eletto vicepresidente della compagnia petrolifera statale dell'Azerbaigian (SOCAR). Ha preso parte attiva nella realizzazione della "strategia petrolifera di Heydər Əliyev". Partecipò attivamente anche nei negoziati con compagnie petrolifere straniere, che culminarono nella firma di un contratto famoso come "Contratto del Secolo". İlham Əliyev è l'autore di una serie di lavori di ricerca sugli aspetti geopolitici della politica petrolifera dell'Azerbaigian sovrano. L'anno seguente, nel 1995 İlham Əliyev venne eletto al Parlamento azero (il Milli Məclis) e nel 2000 venne rieletto.
Nel 1997, è diventato il Presidente del Comitato Olimpico Nazionale dell'Azerbaigian. Per la sua iniziativa sono state costruite attivamente le scuole sportive e si sono formate le squadre nazionali negli sport che tradizionalmente erano forti e popolari nella Repubblica dell'Azerbaigian. Per il suo contributo significativo e indiscutibile per lo sviluppo dello sport e del movimento olimpico nell'Azerbaigian, è stato insignito del più elevato ordine di Comitato Olimpico Internazionale (CIO).
Nel dicembre del 1999, al primo Congresso del Partito del Nuovo Azerbaigian (Yeni Azərbaycan Partiyası,YAP), İlham Əliyev è stato eletto come uno dei cinque vicepresidenti del partito, e il novembre 2001 presso il secondo Congresso del Partito - il primo vicepresidente. Dal 2001 al 2003 ha diretto una delegazione del Milli Məclis (Parlamento) azero nell'Assemblea parlamentare del Consiglio d'Europa (APCE). E nel gennaio 2003 İlham Əliyev è stato eletto Vicepresidente e membro dell'ufficio dell'APCE. Nell'agosto 2003, due mesi prima delle elezioni presidenziali del 2003 venne eletto Primo Ministro. Ad ottobre, Heydər Əliyev, per motivi di salute, diede le dimissioni dalla sua carica di presidente e nominò suo figlio come candidato indipendente alle elezioni presidenziali.

### Elezioni presidenziali del 2003
I risultati ufficiali delle elezioni del 15 ottobre 2003 hanno assegnato la vittoria a İlham Əliyev, che ha ottenuto il 76,84% dei voti. Tuttavia l'opposizione si è rifiutata di accettare i risultati dello scrutinio organizzando manifestazioni di protesta. Le proteste sono state scatenate dalle accuse di corruzione e di brogli elettorali. Centinaia di dimostranti sono stati arrestati ed Əliyev ha iniziato a ricoprire la sua carica dal 31 ottobre, a dispetto dei tumulti di piazza.
I risultati elettorali hanno ricevuto aspre critiche dalla comunità internazionale, soprattutto a causa delle accuse di diversi osservatori che hanno notato la presenza di intimidazioni e pressioni sui votanti e la violazione delle leggi elettorali. L'OSCE ha segnalato la presenza di irregolarità nel conteggio e nella registrazione dello scrutinio dei voti. La Human Rights Watch ha denunciato che la campagna elettorale di Əliyev è stata sovvenzionata da risorse del governo e che la Commissione Elettorale Centrale e le commissioni elettorali locali erano tutte in mano a suoi sostenitori, mentre le organizzazioni non governative sono state private della possibilità di monitorare la regolarità delle operazioni di voto. Numerosi giornalisti, tra i quali Eynulla Fatullayev, sono stati oggetto di persecuzione per le loro critiche e le loro denunce nei confronti di İlham Əliyev ed il governo azero.

### Presidenza
I membri delle forze politiche di opposizione e gli attivisti per i diritti civili hanno denunciato l'immobilismo del governo di Əliyev in materia di diritti umani. Le manifestazioni di piazza sono state bandite dal governo che ha continuato con la sua politica di persecuzione e oppressione nei confronti delle opposizioni e della stampa indipendente. Nel marzo del 2005 dietro pressione della comunità internazionale, soprattutto da parte del Consiglio d'Europa, Əliyev ha rilasciato diversi importanti membri dell'opposizione dalle prigioni statali, arrestati durante le proteste contro i risultati delle elezioni presidenziali che lo hanno visto vincitore.
Il 26 marzo 2005 Əliyev è stato ufficialmente nominato presidente del principale partito nazionale. L'opposizione ha denunciato questo fatto come una aperta violazione delle leggi nazionali secondo le quali il presidente dell'Azerbaigian non può assumere contemporaneamente alla sua carica incarichi all'interno dei partiti politici.

### Elezioni presidenziali e la presidenza del 2008
İlham Əliyev è stato rieletto nel 2008 con l'87% dei voti. Un totale di sette candidati si sono presentati alle elezioni e hanno dovuto raccogliere 40.000 firme elettorali. Secondo il rapporto della delegazione di osservazione elettorale del Parlamento europeo, le elezioni si sono svolte senza disordini segnalati e senza violazioni elettorali evidenti. Il rapporto sottolinea inoltre numerose riforme del Codice elettorale conformemente ai requisiti e agli standard dell'OSCE e del Consiglio d'Europa, tra cui l'inchiostrazione degli elettori, una maggiore trasparenza degli elenchi elettorali e il divieto di interferenze governative nel processo elettorale. La compagine del governo è rimasta praticamente invariata e nel marzo 2009 si è tenuto un referendum in Azerbaigian che ha approvato emendamenti alla costituzione, secondo uno dei quali la stessa persona può essere eletta dal presidente più di due volte.

### Elezioni presidenziali e la presidenza del 2013
Nelle elezioni presidenziali del 2013, tenutesi il 9 ottobre, Əliyev ha vinto con l'85 per cento dei voti, assicurando così un terzo mandato quinquennale.
Nel febbraio 2013 İlqar Məmmədov, uno dei leader dell'opposizione democratica e potenziale candidato, per il partito Respublikaçı Alternativ Partiyası (ReAlPa), contro il presidente İlham Əliyev, non ha potuto partecipare poiché è stato arrestato, prima che si potesse candidare. Nel marzo 2014 è stato condannato a 7 anni di carcere.
L'Unione europea, le organizzazioni a tutela dei diritti umani e l'opposizione democratica azera hanno considerato l'arresto sorretto da motivi politici.
Gli osservatori dell'OSCE hanno denunciato l'intimidazione dei candidati e degli elettori e un ambiente mediatico restrittivo, inclusi arresti e l'uso della forza contro giornalisti e attivisti. Il 92% della copertura sui sei canali TV principali è stato dedicato al presidente in carica. Le delegazioni di osservazione elettorale dell'Assemblea parlamentare del Consiglio d'Europa e del Parlamento europeo hanno dichiarato congiuntamente di aver osservato il giorno delle elezioni un processo elettorale libero, equo e trasparente, con le procedure elettorali svolte in modo professionale e non hanno avuto prove di intimidazioni contro gli elettori, né visto alcun segno di materiali elettorali vicino ai seggi elettorali. Tuttavia hanno evidenziato l'esistenza di una mancanza di rispetto per le libertà fondamentali durante i mesi prima delle elezioni, sottolineando come l'elezione sia stata tutt'altro che perfetta. Nel suo rapporto l'Election Monitoring and Democracy Study Centre (EMDS) ha concluso che le elezioni "non possono essere considertate libere e democratiche".

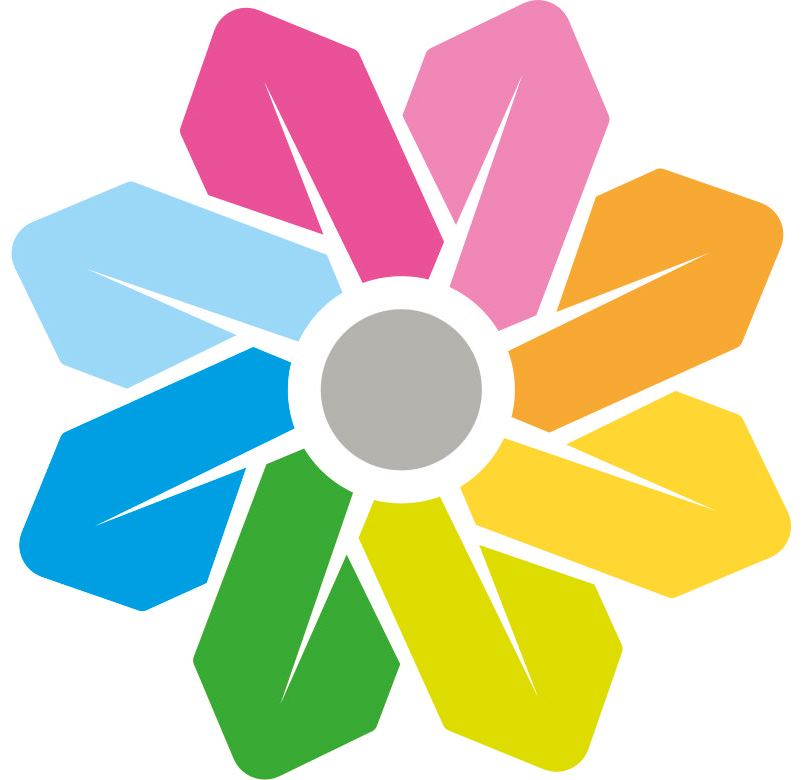
Logo di ASAN Xidmət

Durante la presidenza di İlham Əliyev, con Decreto Presidenziale è stato istituito "ASAN Xidmət", nel 2012, è riconosciuto a livello internazionale per il suo ruolo nell'eliminazione della corruzione nei servizi pubblici e ha ricevuto il premio delle Nazioni Unite per l'erogazione di servizi pubblici. Il servizio ASAN è attualmente ricercato e applicato dai paesi del mondo. Come la Francia che ha firmato un memorandum con l'Azerbaigian per applicare la pratica del servizio ASAN (sistema di servizio mobile) in Francia. Inoltre, durante un incontro con la delegazione pakistana, la parte pakistana ha espresso l'integrazione del modello di servizio ASAN anche nei propri campi di servizi governativi. Basato sul concetto di "servizio ASAN", il governo dell'Afghanistan ha istituito il centro di servizio pubblico "Asan Khedmat", che opera sotto gli auspici del Ministero delle Finanze. Il "servizio ASAN" è attualmente ricercato e applicato da paesi stranieri, tra cui Albania, Italia, Estonia, Repubblica di Macedonia, Indonesia e altri.

### Affiliazione di partito
Nel 1999, İlham Əliyev è stato eletto come vicepresidente del partito governante Partito del Nuovo Azerbaigian e nel 2001 è stato eletto alla carica di primo vicepresidente del secondo congresso del partito. Al terzo Congresso del Partito del Nuovo Azerbaigian, tenutosi il 26 marzo 2005, il presidente Əliyev e il primo vice del partito sono stati eletti all'unanimità alla carica di presidente del partito. Il quarto e il quinto congresso del partito svoltosi nel 2008 e nel 2013 hanno sostenuto all'unanimità la sua nomina per il prossimo mandato presidenziale. Durante la sua presidenza l'appartenenza al partito è aumentata a più di 700.000.

## Politica estera

### Relazioni con la Turchia
Turchia e Azerbaigian hanno relazioni strettissime, per descrivere le quali la politica utilizza l'espressione "Una Nazione, due Stati". Il legame si è dimostrato stabile a prescindere dalle persone che di volta in volta hanno ricoperto incarichi politici per i due stati, incluso İlham Əliyev.

### Relazioni con la Russia
İlham Əliyev ha spesso caratterizzato le relazioni tra l'Azerbaigian e la Russia come un partenariato strategico. Il 6 febbraio 2004 İlham Əliyev e Vladimir Putin, presidente della Russia, hanno firmato la Dichiarazione di Mosca, che ha dichiarato i principi delle relazioni tra Azerbaigian e la Russia. L'11 agosto 2004, il presidente Əliyev ha adottato un Ordine per "l'Anno della Russia in Azerbaigian" nel 2006, in seguito alla decisione della Russia di organizzare "l'Anno dell'Azerbaigian in Russia" nel 2005. Il 16 febbraio 2005 İlham Əliyev ha fatto una visita di lavoro a Mosca e ha partecipato alla cerimonia di apertura dell'Anno dell'Azerbaigian in Russia. Quattro mesi dopo, il 14-15 giugno 2005, İlham Əliyev ha fatto un'altra visita nella Russia e ha incontrato il presidente russo Vladimir Putin nell'ambito del nono forum economico mondiale.

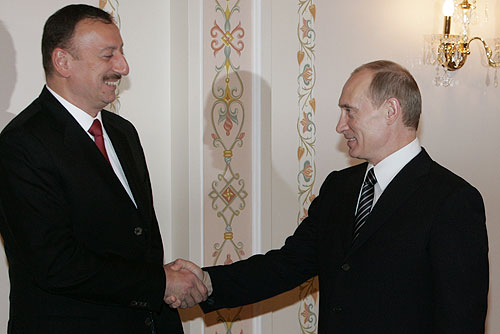
Aliyev e Putin

Il 29 giugno 2006, İlham Əliyev e Dmitrij Medvedev, ex presidente della Federazione russa, hanno concluso una dichiarazione congiunta sul Mar Caspio.
Nel 1º novembre 2017 ha avuto luogo un altro incontro tra İlham Əliyev e Vladimir Putin a Teheran, la capitale dell'Iran. İlham Əliyev ha valutato le relazioni tra due paesi con le seguenti parole durante l'incontro con il Vice Presidente del Consiglio della Federazione Russa e il Presidente dell'Assemblea Popolare del Daghestan: "Nel rivedere l'agenda delle nostre relazioni bilaterali in un altro incontro con il Presidente russo Vladimir Putin, abbiamo scoperto che non esiste una singola questione che avrebbe bisogno di soluzione. Certo, oggi la Russia e l'Azerbaigian dimostrano un alto livello di buon vicinato, il partenariato e le relazioni amichevoli affidabili”.
İlham Əliyev ha costruito rapporti con la Chiesa ortodossa russa. Il 24 aprile 2010, il presidente Əliyev è stato insignito dell'Ordine di gloria e onore, la più alta decorazione della Chiesa ortodossa russa, seguendo in passato l'Ordine di San Sergio di Radonež. Nel 2010 per ordine di İlham Əliyev il Patriarca Cirillo I è stata insignito della medaglia “Şaraf” (Onore) dell'Azerbaigian.

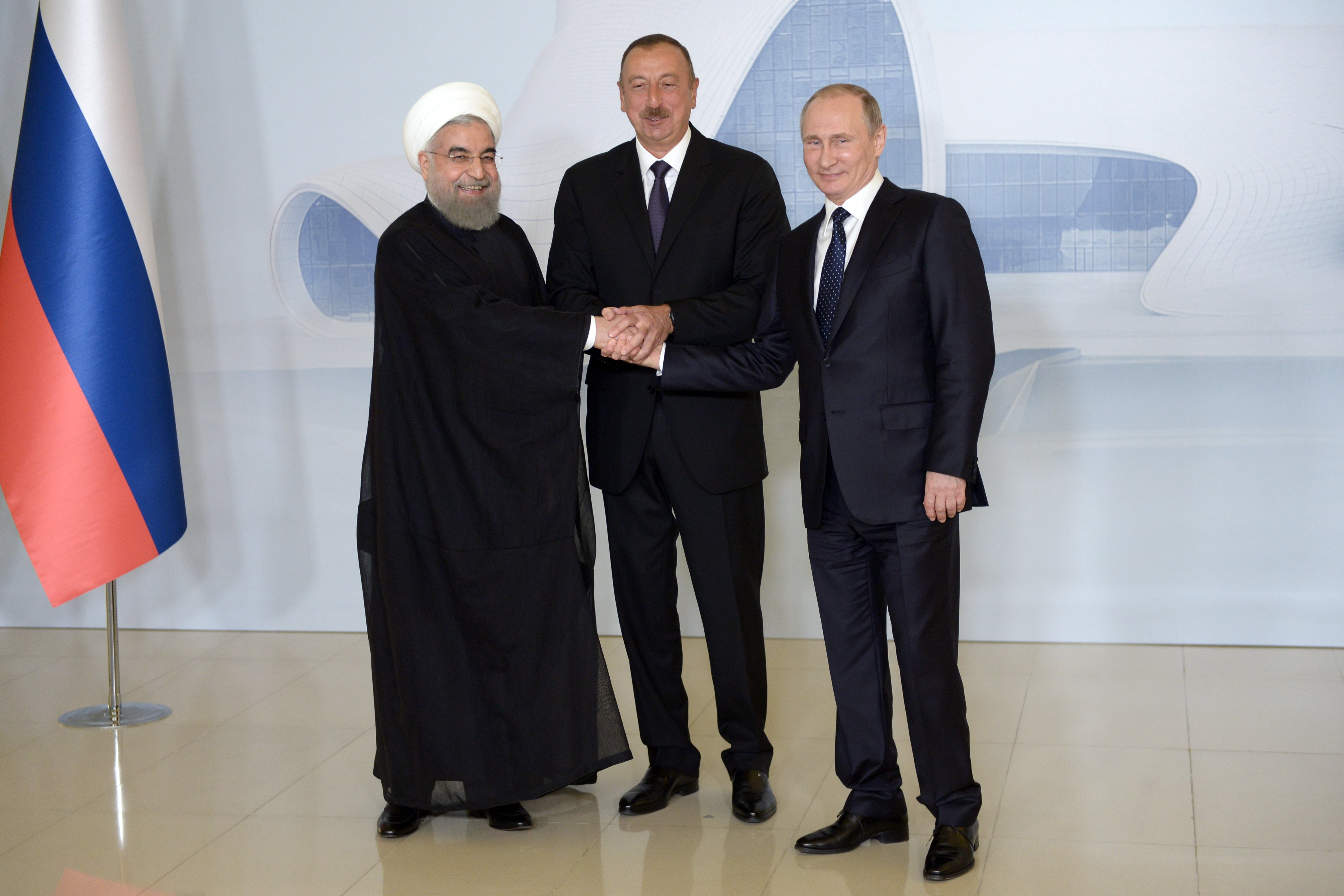
Vertice Trilaterale, Əliyev, Putin e Rouhani

Per iniziativa del presidente Əliyev è nato un vertice trilaterale tra leader russi, iraniani e azeri per combattere il terrorismo, la criminalità organizzata transnazionale, il contrabbando di armi e il traffico di droga nella regione. Сon una dichiarazione trilaterale i presidenti dell'Azerbaigian, dell'Iran e della Russia si sono impegnati a sviluppare il progetto transnazionale strategico "Corridoio di trasporto internazionale Nord-Sud", che va dall'India  a San Pietroburgo, in Russia, fornendo un'alternativa più veloce e più economica a quella esistente rotte marittime. Tale incontro trilaterale di alto livello è stato organizzato anche tra i presidenti di Azerbaigian, Georgia e Turchia. Si prevede di organizzare un altro incontro trilaterale tra i leader dell'Azerbaigian, della Turchia e della Russia.

### Relazioni con gli Stati Uniti
İlham Əliyev ha cercato di espandere le relazioni con gli Stati Uniti. In questo contesto, ha fatto la sua prima visita ufficiale a Washington su invito dell'ex presidente degli Stati Uniti George W. Bush 25-28 aprile 2006. Nel corso dell'incontro, ha discusso questioni relative all'industria petrolifera e del gas, alla sicurezza energetica regionale e globale, trasporto, ecc. con la sua controparte americana.
Il 24 settembre 2010 İlham Əliyev ha incontrato il 44º presidente degli Stati Uniti Barack Obama a New York quando ha visitato gli Stati Uniti per la 65ª sessione dell'Assemblea generale delle Nazioni Unite. La successiva visita ufficiale di İlham Əliyev negli Stati Uniti è stata fatta nell'ambito del Vertice sulla sicurezza nucleare su invito di Barack Obama il 31 marzo - 1º aprile 2016. İlham Əliyev ha tenuto un incontro bilaterale con l'ex vicepresidente Joe Biden. Le parti hanno discusso di antiterrorismo e cooperazione in vari campi. Joe Biden ha sottolineato l'importanza del corridoio meridionale del gas per rafforzare la sicurezza energetica dell'Europa.
Il 20 settembre 2017 İlham Əliyev ha incontrato il presidente degli Stati Uniti Donald Trump al ricevimento offerto da quest'ultimo nel quadro della 72ª sessione dell'Assemblea generale delle Nazioni Unite a New York.
Nella sua lettera al presidente İlham Əliyev in occasione dell'apertura della 24ª Esibizione internazionale del petrolio e del gas caspico a Baku, Donald Trump ha affermato che gli Stati Uniti sono fortemente impegnati nel corridoio meridionale del gas che garantisce la sicurezza energetica dell'Europa e apprezza l'importante ruolo dell'Azerbaigian nel sostenere questa sicurezza energetica globale.

### Relazioni con l'Organizzazione del Trattato dell'Atlantico del Nord (NATO)
İlham Əliyev ha esteso la collaborazione dell'Azerbaigian con la NATO, dal momento che il paese ha aderito al Piano d'azione per il partenariato individuale nel 2004, che consente la sistematizzazione dei partenariati bilaterali e il coordinamento della cooperazione su qualsiasi questione d'interesse reciproco. L'Azerbaigian ha completato i documenti del Piano d'azione per il partenariato individuale dell'Azerbaigian NATO-IPA (IPA) per il primo (2005-2007), il secondo (2008-2010) e il terzo periodo (2012-2013). Ilham Aliyev ha presentato il primo IPAP dell'Azerbaigian alla NATO a Bruxelles il 19 maggio 2014.

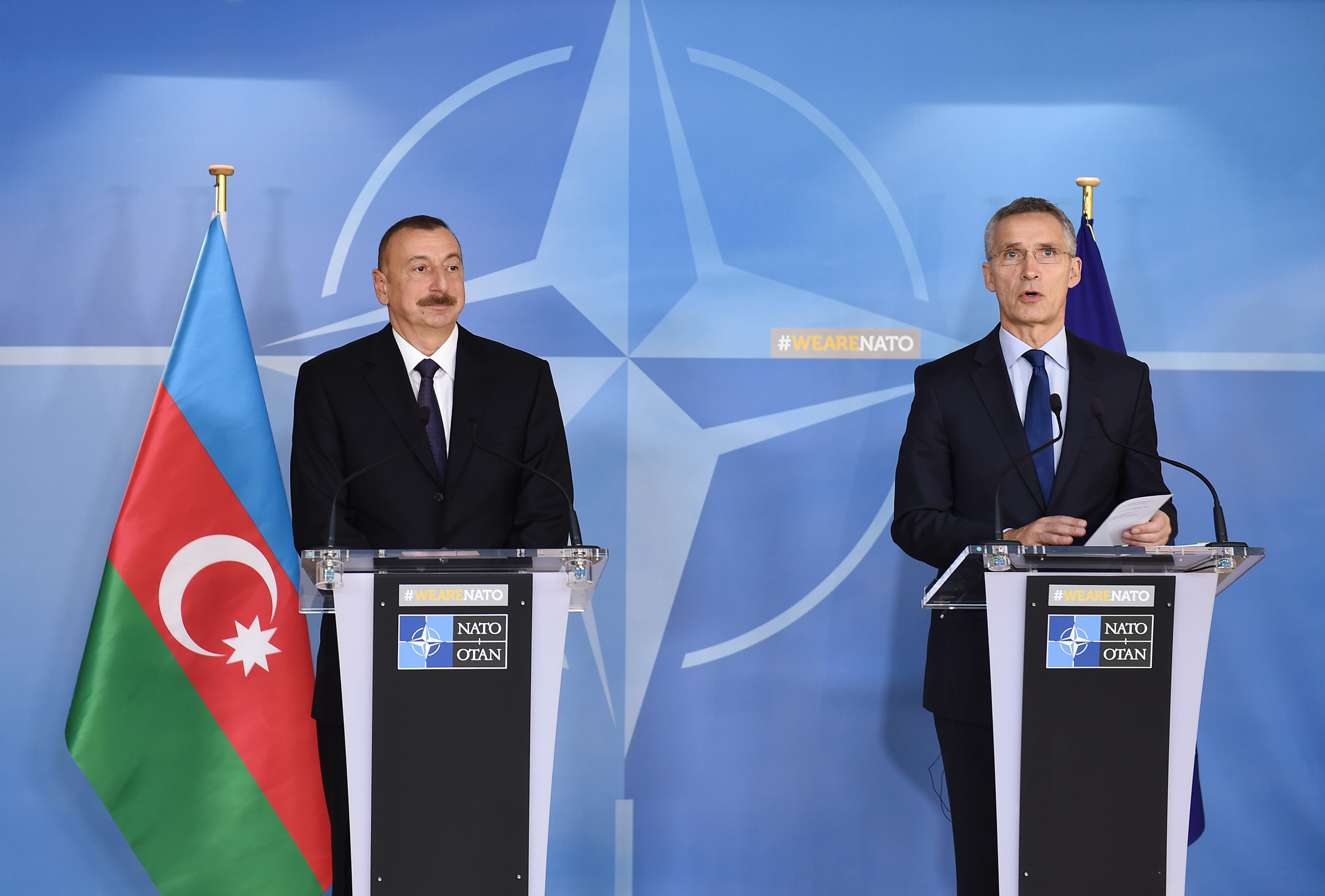
Il presidente dell'Azerbaigian ed il segretario generale della NATO Jens Stoltenberg

İlham Əliyev ha visitato Parigi nel maggio 2006. L'8 novembre 2016 ha incontrato a Bruxelles il segretario generale della NATO Jaap de Hoop Scheffer. İlham Əliyev ha visitato Bruxelles diverse volte. Ha incontrato Jaap de Hoop Scheffer a livello bilaterale il 29 aprile prima dell'incontro del Consiglio Nord Atlantico. Durante la sua visita a Bruxelles nel febbraio 2012, İlham Əliyev è stato accolto da Anders Fogh Rasmussen presso il quartier generale della NATO e hanno discusso del possibile miglioramento futuro della cooperazione tra l'Azerbaigian e la NATO. Nel 2014, ancora una volta, il Presidente Əliyev ha incontrato il Segretario generale della NATO e ha partecipato all'incontro del Consiglio Nord Atlantico come parte della sua visita di lavoro a Bruxelles.
Mentre il presidente del paese contribuiva alle operazioni a guida NATO in Afghanistan, İlham Əliyev ha partecipato alle riunioni durante il vertice della NATO a Chicago nel 2012 e al vertice NATO in Galles nel settembre 2014. İlham Əliyev ha preso parte alla sessione sull'Afghanistan al vertice della NATO a Varsavia nel luglio 2016. Il 23 novembre 2017, il Presidente İlham Əliyev ha incontrato a Bruxelles il Segretario generale della NATO Jens Stoltenberg. Hanno discusso del partenariato tra NATO e Azerbaigian e della sicurezza regionale nel Caucaso meridionale. Il Segretario generale ha anche apprezzato il contributo dell'Azerbaigian alla missione "Supporto deciso" della NATO in Afghanistan.
La politica estera e l'importanza regionale dell'Azerbaigian hanno permesso agli alti ufficiali militari degli Stati Uniti e della Russia, Joseph Dunford - il presidente dei Capi di Stato Maggiore e Valerij Gerasimov - Vicecapo di Stato maggiore, di incontrarsi a Baku in cooperazione.

### Relazioni con l'Unione Europea
İlham Əliyev ha ampliato la cooperazione con l'Unione Europea (UE) dalla sua presidenza. Un anno dopo che Əliyev è diventato presidente, nel 2004 l'Azerbaigian come paese del Caucaso meridionale ha fatto parte della politica europea di vicinato (PEV) dell'UE. Due anni dopo, nel 2006, İlham Əliyev a nome dell'Azerbaigian e Matti Vanhanen, ex presidente del Consiglio europeo, e José Barroso, ex presidente della Commissione, a nome dell'UE hanno firmato il memorandum d'intesa su un partenariato strategico.
Nel 2009, quando l'UE ha lanciato l'iniziativa, l'Azerbaigian è stato incluso nella politica di partenariato orientale. Dopo due anni, nel 2011, İlham Əliyev e José Manuel Barroso, ex presidente della Commissione europea, hanno concluso la dichiarazione congiunta sul corridoio meridionale del gas.
İlham Əliyev ha affermato l'importanza della dichiarazione congiunta nel campo della cooperazione energetica tra l'UE e l'Azerbaigian durante la sua visita a Bruxelles nel 2013 con le seguenti parole: "Certo, la cooperazione energetica è una delle componenti più importanti delle nostre relazioni. Sono lieto che dopo la firma, insieme al Presidente Barroso, della Dichiarazione sulla cooperazione strategica nel settore energetico a Baku all'inizio del 2011, stiamo attualmente vedendo i suoi risultati pratici. Questa dichiarazione ha svolto un ruolo importante nell'attuazione del corridoio del gas."
Il 6 febbraio 2017 Əliyev ha visitato Bruxelles, la capitale dell'UE, per gli incontri bilaterali e multilaterali. Ha effettuato visite ufficiali presso l'Alto rappresentante dell'UE per gli affari esteri e la politica di sicurezza, con il presidente del Consiglio europeo, il presidente della Commissione e il commissario per l'Unione dell'energia. Dopo la visita del presidente Əliyev, il 7 febbraio 2017, è stato avviato il processo di negoziazione per un nuovo accordo bilaterale tra l'Azerbaigian e l'UE.
Durante il 12-15 marzo 2017, il presidente Əliyev ha fatto visita ufficiale in Francia e si è incontrato con i funzionari esecutivi di società internazionali Suez, DCNS, CIFAL. Il presidente Əliyev nel suo incontro con gli imprenditori francesi ha affermato che le attività illegali di alcune società nel Nagorno Karabakh sono inaccettabili e violano le leggi internazionali e nazionali.

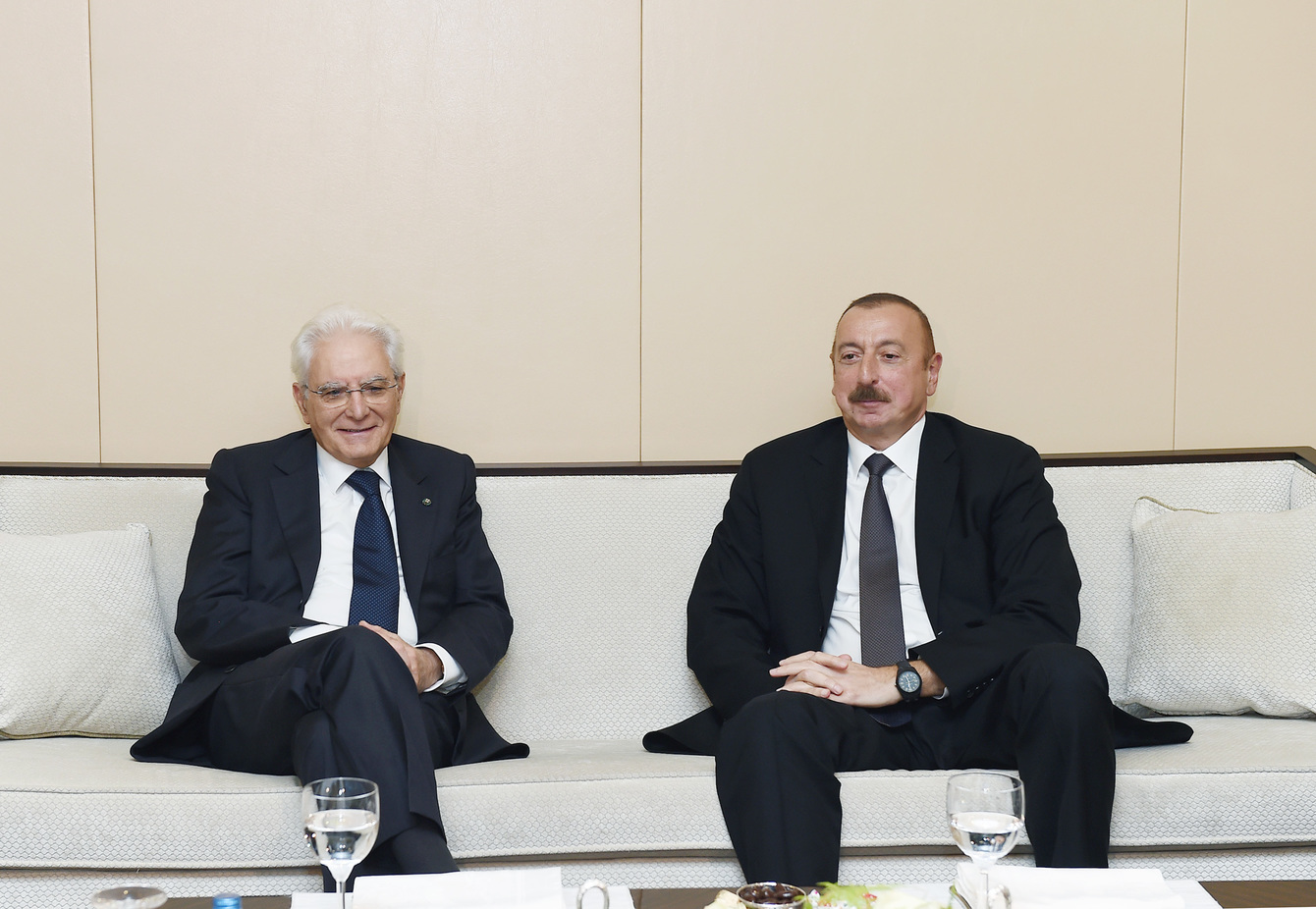
Aliyev con il Presidente della Repubblica Italiana Sergio Mattarella

In seguito alla sua visita, Əliyev ha incontrato il presidente francese nel Palazzo dell'Eliseo. Il presidente francese François Hollande ha fatto una dichiarazione alla stampa secondo cui lo status quo nel conflitto del Nagorno-Karabakh non è l'opzione giusta e spera che possa esserci una ripresa dei negoziati e ha sollecitato altri co-presidenti del gruppo di Minsk, degli Stati Uniti e della Russia, per contribuire a questo processo.

### Relazioni con le Nazioni Unite
İlham Əliyev ha visitato più volte il quartier generale delle Nazioni Unite: per partecipare e affrontare i dibattiti generali della 59ª sessione dell'Assemblea generale delle Nazioni Unite nel settembre 2004; la 65ª sessione a settembre 2010; e la settantaduesima sessione di settembre 2017. Durante la presidenza di İlham Əliyev, l'Azerbaigian è stato eletto membro non permanente del Consiglio di sicurezza dell'ONU dal gruppo degli stati dell'Europa orientale il 24 ottobre 2011 per il periodo 2012-2013.
Il 4 maggio 2012, il Consiglio di sicurezza dell'ONU ha tenuto una riunione ad alto livello sul rafforzamento della collaborazione internazionale nell'attuazione degli obblighi antiterrorismo guidati da İlham Əliyev. Durante le sue visite negli Stati Uniti, il presidente İlham Əliyev ha incontrato il segretario generale delle Nazioni Unite Kofi Annan il 24 settembre 2004, il 4 maggio 2012 con Ban Ki-moon e il 20 settembre 2017 con António Guterres a New York. Dalla presidenza di İlham Əliyev, l'Azerbaigian ha anche sviluppato rapporti reciproci con agenzie e organismi specializzati delle Nazioni Unite.
Il Paese è stato eletto membro dell'ECOSOC per il periodo 2003-2005, 2017-2019 e Consiglio per i diritti umani delle Nazioni Unite per il periodo 2006-2009. Il presidente İlham Əliyev ha approvato il Piano d'azione per i programmi nazionali per il 2005-2009 tra l'Azerbaigian e l'UNICEF, firmato il 29 dicembre 2005.

### Relazioni con l'Organizzazione di cooperazione islamica (OCI)
İlham Əliyev ha ripetutamente affermato che le relazioni con l'Organizzazione della cooperazione islamica (OCI) sono tra le priorità per l'Azerbaigian in politica estera. Durante la sua presidenza, Əliyev ha incontrato per la prima volta il Segretario Generale di OCI nell'ambito del terzo summit straordinario alla Mecca, nel 2005.
Nel 2006, 2009, 2012, 2013, il presidente Əliyev ha ricevuto il Segretario Generale dell'OCI a Baku, in Azerbaigian.
Di conseguenza, il 6 aprile 2015, ha visitato la sede dell'OCI a Gedda, in Arabia Saudita, e ha incontrato il Segretario generale dell'OCI. İlham Əliyev ha ricevuto il Presidente della Conferenza Islamica del forum della gioventù per il dialogo e la cooperazione nel 2006 e 2007 a Baku. Inoltre, nel 3 settembre 2006, ha partecipato alla cerimonia di inaugurazione della sede permanente della Conferenza Islamica del forum della gioventù per il dialogo e la cooperazione a Istanbul, in Turchia.
Seguendo la decisione della quinta Conferenza dei Ministri della Cultura islamica di dichiarare Baku come capitale della cultura islamica per il 2009, il 27 agosto 2008 İlham Əliyev ha adottato un ordine sulla preparazione dell'evento internazionale denominato "Baku - Capitale della cultura islamica". Ha firmato un Ordine per istituire il Comitato Organizzatore in merito alla decisione della sesta Conferenza dei Ministri della Cultura islamica di designare la città di Naxçıvan come Capitale della Cultura Islamica per il 2018.
Il 26-27 aprile 2017, la conferenza dell'OCI sul ruolo dei media nello sviluppo della tolleranza e della comprensione reciproca è stata tenuta sotto gli auspici del presidente İlham Əliyev: ne derivò la dichiarazione di Baku che è stata adottata dai ministri degli esteri dell'OCI alla 33ª sessione.

### Relazioni con l'Armenia e dichiarazioni sul Nagorno-Karabakh
Nel 2008 Əliyev ha dichiarato che il "Nagorno Karabakh non sarà mai indipendente, e tale posizione è sostenuta anche dai mediatori internazionali, e l'Armenia deve accettare la realtà".
Ha anche affermato: "Nel 1918, Yerevan è stata concessa agli armeni. È stato un grande errore. Il Khanato di Iravan era territorio azero, gli armeni là erano ospiti."
I rapporti bilaterali, comunque, benché in linea di principio assai dialettici hanno ricadute più complesse, perché coinvolgono le altre potenze regionali e non soltanto.
Dal 2005 si è registrata una lunga serie di incidenti e scontri armati tra armeni e azeri: gli scontri di Agdam del 2005, gli scontri di Martakert del 2008, gli scontri di Martakert del 2010, gli scontri al confine armeno-azero nel 2012, gli scontri del 2014 e del 2015, la guerra dei quattro giorni in Nagorno Karabakh del 2016, gli scontri armeno-azeri del 2017, culminati nella vasta guerra del Nagorno Karabakh del 2020.

## Politica interna
La politica portata avanti dalla presidenza di İlham Əliyev è considerata come "autoritaria" dalla rivista The Economist, che le attribuisce un punteggio di 2,65 su 10 nel 2017 (con 10 corrispondente ad un paese dove le istituzioni democratiche sono totalmente rispettate), il che fa dello stato azero uno dei peggiori su 167 in termini di libertà politica e individuale. La politica interna del presidente İlham Əliyev ha progressivamente ridotto le libertà individuali, sin dal suo insediamento; nel 2006 l'"indice di democrazia" de The Economist valutava l'Azerbaigian con un punteggio di 3,31. L'organizzazione Freedom House considera “non libero” il paese sotto la guida di İlham Əliyev, attribuendogli un punteggio globale di 6,5 su 7 di libertà (7 indica meno libertà) e con un punteggio di 7 su 7 per la libertà di espressione politica.

### Politica ambientale
Il 24 marzo 2006 İlham Əliyev ha firmato un Ordine sull'adozione della "Strategia nazionale e piano d'azione per la protezione e l'uso sostenibile della biodiversità nella Repubblica dell'Azerbaigian". 10 anni dopo, nel 3 ottobre 2016, ha firmato un altro Ordine di approvazione della "Strategia nazionale per la protezione e l'uso sostenibile della biodiversità nella Repubblica dell'Azerbaigian per il 2017-2020.
L'8 luglio 2008 İlham Əliyev ha firmato un decreto sull'approvazione degli "Standard di vibrazione e inquinamento acustico che influiscono negativamente sull'ambiente e sulla salute umana". Il 16 ottobre 2009, alla riunione del Consiglio dei Ministri, sui risultati di programma del sviluppo socioeconomico per nove mesi del 2009, İlham Əliyev ha proposto di dichiarare l'anno 2010 come "l'Anno dell'Ambiente".
A seguito di queste misure, quattro mesi dopo, il 18 febbraio, 2010, ha presieduto una riunione sui problemi ambientali. Nell'ambito dell'"Anno dell'Ambiente", si è tenuta la mostra ecologica internazionale "Azerbaijan for a Green World" a cui il Presidente Əliyev ha partecipato il 17 settembre 2010. Ha stabilito numerosi parchi nazionali come il Parco Nazionale Hirkan, il Parco Nazionale Altiaghaj, il Parco Nazionale Apşeron, il Parco Nazionale Şahdağ, il Parco Nazionale Göygöl e altri per suo ordine.

### Politica umanitaria
Sotto l'istruzione di İlham Əliyev, l'Azerbaigian ha inviato aiuti umanitari alla Palestina, al Nepal, a Gibuti, il 10 aprile 2017, e ai rifugiati Rohingya l'8 settembre 2017.
Il 27 febbraio 2012, Vlade Divac, Presidente del Comitato Olimpico Serbo e fondatrice della "Fondazione Ana e Vlade Divac", ha decorato İlham Əliyev con il riconoscimento internazionale di un "Vero amico dei Balcani" fornendo anche aiuti umanitari e politiche tra altri.
İlham Əliyev ha co-fondato il Forum umanitario internazionale di Baku insieme a Vladimir Putin. Insieme ad altri alti funzionari di stati e organizzazioni internazionali ha partecipato alle cerimonie di apertura e ha tenuto discorsi nel primo, secondo, terzo, quarto e quinto Forum umanitario internazionale di Baku svoltisi rispettivamente nel 2011, 2012, 2013, 2014 e 2016. Ha apprezzato il ruolo dell'evento nel Forum umanitario internazionale di Baku con le seguenti parole: "... gli eventi umanitari mandano un messaggio al mondo che i rappresentanti progressisti del mondo dovrebbero consolidare i loro sforzi ancora più da vicino... L'approfondimento della cooperazione umanitaria internazionale può prevenire il negativo e migliorare le tendenze positive in una certa misura.

### Politica scientifica
Il 5 maggio 2004 il presidente İlham Əliyev ha firmato un ordine per istituire il Centro scientifico "Enciclopedia Nazionale dell'Azerbaigian". Quasi quattro anni dopo, il 10 aprile 2008, ha approvato il Decreto per costituire la Commissione statale sulle riforme in campo scientifico. Il 21 ottobre 2009, İlham Əliyev ha firmato un altro ordine per l'istituzione della Fondazione per lo sviluppo delle scienze sotto il Presidente della Repubblica dell'Azerbaigian.
Quasi quattro mesi dopo, il 19 febbraio 2010, il presidente İlham Əliyev ha approvato l'Atto costitutivo della Fondazione per lo sviluppo delle scienze. Il 14 gennaio 2016, İlham Əliyev con il suo decreto ha istituito la Commissione nazionale della Repubblica dell'Azerbaigian per l'organizzazione dell'educazione, della scienza e della cultura islamica. Ha inoltre fondato la filiale Gəncə dell'Accademia nazionale delle scienze dell'Azerbaigian il 19 dicembre 2012.
L'8 novembre 2016, il presidente Əliyev ha approvato un ordine per creare il parco High tech dell'Accademia Nazionale delle Scienze dell'Azerbaigian.

### Politica culturale
Il dialogo interculturale è stato uno dei settori prioritari della politica culturale del presidente Əliyev. Nel 2008, il presidente Əliyev ha lanciato l'iniziativa "Processo di Baku" per la promozione del dialogo interculturale presso la Conferenza dei Ministri responsabili per la cultura sotto il tema "Dialogo interculturale come base per la pace e lo sviluppo sostenibile in Europa e nelle regioni limitrofe.
Mentre ha tenuto un discorso alla 65ª sessione dell'Assemblea generale delle Nazioni Unite (23 settembre 2010, New York), il presidente Əliyev ha annunciato la sua intenzione di organizzare il Forum mondiale sul dialogo interculturale. La sua iniziativa è stata sostenuta da organizzazioni internazionali come UNESCO, Alleanza delle Civiltà delle Nazioni Unite, Organizzazione mondiale del turismo, del Consiglio d'Europa, Centro Nord-Sud del Consiglio d'Europa, ISESCO ecc.
A partire dal 2011, a Baku sono stati organizzati quattro forum mondiali di alto livello sul dialogo interculturale fino al 2017, İlham Əliyev firmando un rispettivo decreto ha approvato la “Concezione della Cultura della Repubblica dell'Azerbaigian” il 14 febbraio 2014. Tre mesi dopo, il 15 maggio 2014, ha firmato il Decreto sulla Formazione del Centro Internazionale di Multiculturalismo di Baku. Inoltre, con decreto presidenziale dell'11 gennaio 2016 ha dichiarato l'anno 2016 come “l'Anno del Multiculturalismo” in Azerbaigian. İlham Əliyev ha caratterizzato la tolleranza e il multiculturalismo come politica e stile di vita in Azerbaigian. Sotto la sua guida, l'Azerbaigian ha ospitato il settimo Forum globale dell'Alleanza delle civiltà delle Nazioni Unite (UNAOC) sotto il tema "Vivere insieme in società inclusiva, una sfida e un obiettivo" il 25-27 aprile 2016.

### Politica sanitaria
İlham Əliyev ha firmato le leggi su "Cura dello stato per le persone con diabete" nel 2003; "Fatturato di narcotici, sostanze psicotrope e loro precursori" nel 2005; "Prodotti farmaceutici" nel 2006; "Lotta contro la malattia causata dal virus dell'immunodeficienza umana" nel 2010; Emendamenti alla legge della Repubblica di Azerbaigian "Sulla protezione della salute della popolazione" nel 2013 "Cura dello stato della sclerosi multipla" nel 2012 "Erogazione dei bambini obbligatoria" nel 2013.
In forza del decreto del presidente İlham Əliyev, l'agenzia di stato sull'assicurazione sanitaria obbligatoria sotto il gabinetto dei ministri della Repubblica dell'Azerbaigian è stata istituita il 27 dicembre 2007.
Il concetto di sviluppo di "Azerbaigian 2020: visione per il futuro" che definisce il mantenimento di servizi sanitari di alta qualità per la popolazione come obiettivo principale è stato adottato dal presidente İlham Əliyev il 29 dicembre 2012.
Nel 2016, il 29 novembre, İlham Əliyev ha firmato un decreto contenente "Misure per attuare il progetto pilota sull'applicazione dell'assicurazione sanitaria obbligatoria nella città di Mingəçevir e nella regione di Yevlax", due regioni dell'Azerbaigian.

### Politica religiosa
Il 10 gennaio 2017 İlham Əliyev con il suo decreto ha annunciato l'anno 2017 come l'anno della Solidarietà islamica. Più tardi, nello stesso anno, firmò un altro decreto e assegnò finanziamenti per l'organizzazione di misure relative all'anno della Solidarietà islamica.
İlham Əliyev ha firmato tre ordini sull'assistenza finanziaria alle organizzazioni religiose in Azerbaigian nel 2014, 2016 e 2017. L'assistenza finanziaria del Fondo di riserva presidenziale è stata ripartita tra l'Ufficio dei musulmani del Caucaso, l'Arcivescovo di Baku e la Chiesa ortodossa russa, la Comunità degli ebrei di montagna, la Comunità degli ebrei europei, la Prefettura apostolica della Chiesa cattolica romana e l'Alban -Udi Comunità cristiana.
Nel 2014 e 2015, İlham Əliyev ha approvato due ordini su "Ulteriori misure per rafforzare la promozione della cultura religiosa, tolleranza, dialogo interreligioso e interculturale in Azerbaigian". Secondo gli ordini, 3 milioni di manat (6 milioni in totale) sono stati assegnati al Fondo per lo sviluppo della cultura religiosa del Fondo di riserva presidenziale Il 17 luglio 2015 Ilham Aliyev ha stanziato 3 milioni di manat dal Fondo di riserva presidenziale per ripristinare monumenti storici e culturali religiosi in Azerbaigian.

### Politica economica
A causa delle politiche economiche di İlham Əliyev, il PIL dell'Azerbaigian tra gli anni 2003-2016 è aumentato di oltre 5 volte rispetto al 2003, quando il presidente İlham Əliyev è entrato in carica, il PIL dell'Azerbaigian ammontava a 7.276 miliardi di USD ed era 37.848 miliardi di USD nel 2016 secondo i dati della Banca Mondiale.
Nel 2007, il 6 marzo İlham Əliyev ha firmato il Decreto sull'istituzione di zone economiche speciali in Azerbaigian.
Il 20 aprile 2016, İlham Əliyev ha firmato un decreto per istituire il Centro per l'analisi delle riforme economiche e della comunicazione. Nel 6 novembre 2017, ha approvato un altro decreto per costituire la società per azioni aperta "Azerbaigian Industrial Corporation".
İlham Əliyev ha partecipato alle riunioni annuali del World Economic Forum tenutesi a Davos, in Svizzera nel 2013, 2014, 2015, 2016, 2017.
İlham Əliyev definisce la diversificazione delle esportazioni come una delle direzioni prioritarie nel futuro dell'economia nazionale.

### Politica giovanile
Il 19 ottobre 2006, il presidente İlham Əliyev ha firmato l'ordine sull'educazione dei giovani azeri all'estero, in cui ha incaricato gli organi statali di redigere il rispettivo Programma di Stato. Di conseguenza, il 16 aprile 2007, con il suo decreto, ha adottato il programma statale sullo studio della gioventù azera all'estero per gli anni 2007-2015. Il 9 febbraio 2007, İlham Əliyev ha firmato un ordine per dichiarare l'anno 2007 "Anno della gioventù" in Azerbaigian. Nel 2007, l'Azerbaigian ha ospitato l'evento "Giovani per l'alleanza delle civiltà", conferenza internazionale co-organizzata alla Conferenza islamica, il Forum della gioventù per il dialogo e la cooperazione dalla Fondazione Heydər Əliyev, Programma di sviluppo delle Nazioni Unite, Consiglio d'Europa e ISESCO.
Il 19 dicembre 2011, İlham Əliyev ha firmato il decreto sull'istituzione della Fondazione per la gioventù sotto il Presidente della Repubblica dell'Azerbaigian che intende fornire sostegno alle iniziative giovanili. Il 15 settembre 2017, İlham Əliyev ha firmato l'ordine per l'adozione del programma statale "Azerbaijani youth 2017-2025".

### Concetto di sviluppo nazionale "Azerbaigian 2020: Visione per il futuro"
"Azerbaigian 2020: Visione per il futuro" Il concetto di sviluppo economico nazionale è considerato una delle iniziative principali strategiche di İlham Əliyev per l'ulteriore sviluppo del paese. Il relativo decreto sulla preparazione di questo concetto è stato firmato da lui il 29 novembre 2011, e il concetto stesso è stato adottato il 29 dicembre 2012 dal suo altro decreto. Il concetto fornisce misure e azioni per lo sviluppo di vari settori dell'economia e l'aumento del benessere pubblico entro il 2020. Nei suoi messaggi per la relazione volontaria dell'Azerbaigian sull'attuazione degli obiettivi di sviluppo sostenibile delle Nazioni Unite il concetto di "Azerbaigian 2020: Visione per il futuro" formulato da İlham Əliyev è stato descritto come una strategia che riflette le aspirazioni nazionali a lungo termine, le opportunità per gli investitori e le sfide chiave sulla strada verso tali obiettivi.
L'approccio simile è stato notato nel rapporto preparato per World Economic Forum in 2015 e pubblicato sulla rivista Foreign Affairs. La rivista economica specializzata "The Business Year" ha valutato i risultati del concetto avviato da Ilham Aliyev come una saggia strategia progettata per assicurare gli interessi economici nazionali dell'Azerbaigian.

### Carte stradali strategiche per l'economia nazionale
Il 6 marzo 2016, il presidente İlham Əliyev ha firmato un decreto che approva le "Strategie per l'economia nazionale e i principali settori economici". Il 16 gennaio 2017 İlham Əliyev ha incontrato Dominic Barton, il managing partner globale di McKinsey & Company, che ha intrapreso la preparazione delle carte stradali strategiche, all'interno del World Economic Forum di Davos.

### Riforme della pubblica amministrazione
İlham Əliyev durante le sue dichiarazioni pubbliche ha sottolineato regolarmente che le autorità e le riforme anticorruzione sono le priorità della politica statale e per questo il suo governo prende procedure amministrative e misure istituzionali. Dalla sua presidenza nel 2003, İlham Əliyev ha adottato 5 politiche anticorruzione, documenti di riforma della pubblica amministrazione per gli anni seguenti: 2004-2006 (Programma statale per la lotta alla corruzione), 2007-2011 (Strategia nazionale per rafforzare la trasparenza e combattere la corruzione), 2012-2015 (Piani d'azione nazionali per la lotta alla corruzione e alla promozione del governo aperto) e 2016-2018 (Piano d'azione nazionale per la promozione del governo aperto).
Il 3 marzo 2004, İlham Əliyev ha firmato un decreto per far rispettare la legge sulla lotta alla corruzione, ha istituito la direzione specializzata anticorruzione sotto l'ufficio del procuratore generale e con lo stesso decreto ha incaricato la stesura dello statuto di un'altra entità della Commissione sulla lotta alla corruzione per la prevenzione della corruzione . Di conseguenza, il 1º giugno 2005, Ilham Aliyev ha firmato un decreto per far rispettare la legge che adotta il noto statuto. Al fine di rafforzare le misure attuate nel campo del riciclaggio di denaro e del finanziamento del terrorismo, İlham Əliyev ha adottato il piano d'azione nazionale (2017 - 2019) sul riciclaggio di denaro e la lotta al finanziamento del terrorismo l'8 novembre 2016.

### Politica d'energetica e del trasporto
İlham Əliyev ha ripetutamente sottolineato l'importanza dello sviluppo del corridoio meridionale del gas e della ferrovia Baku-Tbilisi-Kars nelle riunioni del Consiglio dei ministri, nelle sue dichiarazioni pubbliche e ha espresso l'impegno dell'Azerbaigian per questi progetti. Nel giugno 2012 è stato firmato un accordo intergovernativo sul progetto TANAP da Ilham Aliyev e dal primo ministro turco Recep Tayyip Erdoğan. Il progetto TANAP è stato lanciato il 17 marzo 2015 dal presidente İlham Əliyev, dal presidente turco Recep Tayyip Erdoğan e dal presidente georgiano Giorgi Margvelashvili a Kars. I progetti TAP e TANAP, che fanno parte integrante del corridoio meridionale del gas, sono sostenuti dal consiglio consultivo del corridoio meridionale del gas, concordato dal presidente Əliyev e dal vicepresidente della Commissione europea Maroš Šefčovič nel novembre 2014.
Nel gennaio 2013, a Baku, İlham Əliyev, insieme al presidente della Commissione europea, José Manuel Barroso, ha firmato una dichiarazione congiunta sulla consegna del gas dell'Azerbaigian all'Europa.
İlham Əliyev ha partecipato alla cerimonia ufficiale di apertura di Baku-Tbilisi-Kars (BTK) il 30 ottobre 2017.

## Eventi sportivi internazionali
İlham Əliyev è il presidente del Comitato olimpico nazionale della Repubblica dell'Azerbaigian dal 1997. Durante la sua presidenza del Comitato olimpico nazionale, l'Azerbaigian ha ospitato alcuni eventi sportivi internazionali come 1 ° Giochi europei, 4 giochi di solidarietà islamica e 42ª Olimpiade degli scacchi.
Il 17 gennaio 2013, il presidente Əliyev ha firmato un ordine per istituire un comitato organizzatore dei primi giochi europei, in seguito alla decisione del Comitato olimpico europeo di concedere questo evento a Baku nella sua 41ª Assemblea generale tenutasi il 7-8 dicembre 2012 a Roma. I Giochi europei si sono svolti con la partecipazione di quasi 6.000 atleti provenienti da 50 paesi in competizione in 20 sport dal 12 al 28 giugno 2015.
Il 14 febbraio 2013, İlham Əliyev ha firmato un ordine per istituire un Comitato Organizzatore della 42ª Olimpiade degli scacchi, in seguito alla decisione dell'83 ° Congresso FIDE di organizzare le Olimpiadi in Azerbaigian.
I Giochi sono proseguiti dal 1º al 16 settembre 2016 al Baku Crystal Hall con la partecipazione di 1587 concorrenti in rappresentanza di 175 paesi nel torneo misto e 138 nazioni nel torneo femminile.
L'8 settembre 2015 İlham Əliyev ha firmato un ordine per istituire il comitato organizzatore per IV Giochi di Solidarietà Islamica a Baku 2017, in seguito alla decisione dell'Assemblea Generale dell'Assemblea della Federazione Sportiva Solidale Islamica nel 2013.
I Giochi sono proseguiti dal 12 al 22 maggio 2017 e vi hanno partecipato tutti i membri delle federazioni sportive solidali islamiche.

## Vita personale
İlham Əliyev è sposato con Mehriban Əliyeva che ha assunto dal 2017 la carica di primo vicepresidente dell'Azerbaigian.
Oltre alla sua madrelingua, l’azero, parla correntemente inglese, francese, russo e turco.

## Curiosità
- Nel 2009, İlham Əliyev è stato incluso nel libro "500 musulmani più influenti del mondo".[144]
- Əliyev è l'autore di una serie di articoli di ricerca sugli aspetti geopolitici della politica petrolifera dell'Azerbaigian sovrano.[145]
- La compagnia "Business Year" ha nominato Presidente della Repubblica dell'Azerbaigian İlham Əliyev come "La persona del mondo del 2015".[146]
- İlham Əliyev ha compiuto tre volte il pellegrinaggio rituale sacro (Ḥajj) alla Mecca.[147]
- Nella pellicola del 2006 Borat - Studio culturale sull'America a beneficio della gloriosa nazione del Kazakistan, viene mostrata la fotografia di Əliyev durante i titoli di coda. Nel film egli viene indicato come il Presidente del Kazakistan, che nella realtà è però Nursultan Nazarbaev.